# Майк Еппс
Майкл "Майк" Еппс (народ. 18 листопада, 1970) є американським коміком, актором і репером, найбільш відомий за роль у фільмах Наступна п'ятниця та Ще одна п'ятниця.

## Фільмографія
| Рік  | Фільм                                                             | Роль                  | Нотатки            |
| ---- | ----------------------------------------------------------------- | --------------------- | ------------------ |
| 2000 | Наступна п'ятниця                                                 | Дей-Дей               | Головна роль       |
| 2000 | Bait                                                              | Стів Сандерс          |                    |
| 2000 | 3 Strikes                                                         | Спейс Ковбой          | Другорядну роль    |
| 2001 | Доктор Дуліттл 2                                                  | Сонні Ведмідь (голос) | Другорядну роль    |
| 2001 | Накурені у дим                                                    | Бебі Поуер            | Другорядну роль    |
| 2002 | Все про Бенджамінів                                               | Реджі                 | Головна роль       |
| 2002 | Ще одна п'ятниця                                                  | Дей-Дей/ старого      | Головна роль       |
| 2003 | Розшукується в Малібу                                             | Реп-Бетлі Хост        | Титрах не вказаний |
| 2003 | Боротьба зі спокусами                                             | Луцій                 | Головна роль       |
| 2004 | Оселя зла: Апокаліпсис                                            | Л.Дж.                 | Головна роль       |
| 2004 | Still 'Bout It                                                    | Роберт Рей            | Відео              |
| 2005 | Вгадай, хто?                                                      | Візник                | Камео              |
| 2005 | Медовий місяць                                                    | Едгар Мортон          | Головна роль       |
| 2005 | Роллери                                                           | Байрон                | Головна роль       |
| 2006 | Щось новеньке                                                     | Вальтер               |                    |
| 2007 | Talk To Me                                                        | Міло Х'юджес          |                    |
| 2007 | Штука                                                             | Реджинальд Маршал     |                    |
| 2007 | Оселя зла: Вимирання                                              | Л.Дж.                 | Головна роль       |
| 2008 | Welcome Home Roscoe Jenkins                                       | Реджинальд Дженкінс   |                    |
| 2008 | Хенкок                                                            | Злочинець             | Камео              |
| 2008 | Сезон полювання 2                                                 | Буг ведмідь (голос)   | Головна роль       |
| 2008 | Блюзмени                                                          | Дуейн Гендерсон       | Другорядна роль    |
| 2009 | Next Day Air                                                      | Броді                 | Головна роль       |
| 2009 | Похмілля у Вегасі                                                 | чорний Даґ            |                    |
| 2009 | Janky Promoters                                                   | Джеллі Ролл           | Головна роль       |
| 2010 | Лотерейний квиток                                                 | Міністр               |                    |
| 2010 | Ліберті сіті: американська мрія(Liberty City: The American Dream) | Невідомо              |                    |
| 2013 | Похмілля: Частина III                                             | чорний Даґ            |                    |
| 2017 | Ульотні дівчата                                                   | продавець абсенту     |                    |
| 2018 | Дядько Дрю                                                        | Луїс                  |                    |
| 2018 | Акт помсти                                                        | Макс Лівінгтон        |                    |
| 2024 | Мадам Павутина                                                    | О'Ніл                 |                    |